# Olib
Olib je severodalmatský ostrov ležící severozápadně od Zadaru, jihozápadně od ostrova Pag, jihovýchodně od Lošinje a východně od Silby.
Od prvního osídlení ostrova Římskou říší byl ostrov v dokumentech z 10. století zmiňován pod názvem Aloep.
První chorvatští obyvatelé dorazili na ostrov ve druhé polovině 15. století, a sice z Vrliky, ležící v Cetinske Krajině, když prchali před Osmany. Na ostrově Olib se mluví chorvatským nářečím Chakavian. Zdejší obyvatelé nazývají sami sebe jako Olibjani.
Na ostrově najdeme velké množství historických budov a ruin. Jmenujme například kostel Nanebevzetí Panny Marie, ve kterém je uložena sbírka starožitností, včetně glagolských kodexů ve farní pokladnici (datující se do 17. století); věž Kula, jež byla postavena na ochranu před piráty; a ruiny Svatopavelského kostela a kláštera, opuštěného již ve 13. století.
Mezi nejvýznamnější produkty ostrovního zemědělství patří víno, olivový olej a sýr. Na Olibu nejsou žádné přirozené zásobárny sladké vody, následkem čehož mají téměř všechny zdejší domy studny na chytání dešťové vody. Pro obyvatele jsou zde přístupné rovněž dvě větší studny.
Olib je spojen s pevninou přívozem do Zadaru (přes ostrovy Silba a Premuda). Cesta trvá přibližně dvě hodiny.